# Дилер 3
«Дилер 3» (также известный как Pusher III: I’m the Angel of Death) — пятый полнометражный фильм датского режиссёра и сценариста Николаса Виндинга Рефна, малобюджетная криминальная драма, третья и последняя из серии о наркодилерах Копенгагена.

## Сюжет
Стареющий наркодилер Мило посещает сеанс общества анонимных наркоманов, где озвучивает своё твёрдое намерение организовать праздник в честь 25-летия дочери, лично приготовить для неё изысканные блюда, и больше не прикасаться к наркотикам. Чуть позже сообщники серба исследуют пустой фургон, в котором должен находиться героин, но обнаруживается лишь пакет с растворимым кофе и голубые таблетки, в которых один из подчинённых Мило опознаёт экстази. Серб забирает находки и спешит в ресторан, чтобы оплатить праздник дочери Милены.
Под давлением новых коллег — албанцев Луана и Рексо — Мило приходится искать пути сбыта экстази, в противном случае у дилера не останется свободных денег для ведения наркобизнеса. В кафе к сербу наведывается уличный торговец наркотиками — турок Мухаммед, самоуверенно называющий себя «Королём Копенгагена». Мило насмешливо именует Мухаммеда «Кинг-Конгом Копенгагена». Турок демонстрирует готовность продать имеющийся у серба экстази, но Мило не испытывает к Мухаммеду доверия. Серб хочет послать с Мухаммедом своего помощника Бранко, но тот, как и весь штат Мило, мучается от отравления приготовленной им сармой. Испытывая острую нехватку денег, серб всё же доверяет турку наркотики.
Мухаммед не возвращается в заведение Мило и не отвечает на его звонки. У дилера нет времени на поиски торговца, он спешит в ресторан на праздник, чтобы убрать со стола сарму и предотвратить отравление гостей. Мило заходит в первое попавшееся кафе и заказывает 60 порций жареной рыбы, которые хочет поставить на место изъятого блюда. В ожидании заказа серб встречает Киску Курта — бывшего сутенёра и наркоторговца. За дружеской беседой Курт узнаёт о попытках Мило избавиться от наркозависимости и шутливо даёт ему небольшую порцию героина. Изрядно уставший за день, Мило делает несколько затяжек, смешав наркотик с табаком.
В ресторане серб произносит искреннюю поздравительную речь и вскоре покидает праздник, чтобы уладить дела с Луаном и Рексо. Албанцы соглашаются дать Мило отсрочку, но требуют ответной помощи. Вскоре в пустое кафе Мило приходит Рексо, сутенёр-поляк и молодая девушка, которую поляк намерен продать в качестве проститутки. Когда приходит взрослая блондинка-покупатель, поляк предлагает ей купить девушку за 7500 долларов, но видя испуг девушки, она отказывается от сделки. Рексо обращается с Мило как с официантом, требуя обслуживать троицу, принося напитки и еду.
Албанец ненадолго покидает кафе и девушка, улучив момент, пытается спастись бегством. Мило и поляк ловят девушку. Поляк начинает избивать беглянку. Мило несколько раз пытается его остановить, но поляк не прекращает. Когда Поляк начинает пытать девушку, выливая ей кипяченную воду на руку, Мило теряет терпение, выхватывает из-под прилавка молоток и проламывает сутенёру череп. Серб выпроваживает девушку и переводит дыхание, после чего возвращается албанец, который встречает такую же смерть.
С Мило встречается коррумпированный полицейский, готовый передать сербу Мухаммеда, при условии, что турок не пострадает. Мило заверяет полицейского, что пленнику ничего не угрожает, и расплачивается. Он обращается к своему бывшему партнёру Радовану, давно отошедшему от преступных дел и открывшему собственное кафе. По старой памяти Радован соглашается помочь Мило и приступает к пытке Мухаммеда. Турок обвиняет Мило в том, что вместо экстази тот дал ему обычные конфеты. Серба терзают сомнения — в паре с кофе на самом деле могли быть конфеты — но будучи не в силах признать собственную неправоту, Мило просто заталкивает связанного Мухаммеда в холодильную камеру.
В завершение этого тяжёлого дня Мило и Радован избавляются от трупов поляка и албанца. Мило спускает кровь и внутренности тел в раковину, Радован расчленяет и выносит в мусорных мешках обескровленные и выпотрошенные останки. Под утро серб возвращается домой и пьёт приготовленный дочерью кофе. В последней сцене Мило курит сигарету, рассматривая пустой плавательный бассейн.

## В ролях
| - Златко Бурич — Мило - Маринела Декич — Милена - Ильяс Аджак — Мухаммед - Рамадан Хусейни — Рексо - Куйтим Локи — Луан | - Ваня Байичич — Бранко - Левино Дженсен — Майк - Курт Нильсен — Курт - Линс Кесслер — Жанетт - Славко Лабович — Радован |

## Создание
После выпуска ленты «Дилер 2» Рефн всё ещё не был готов оплатить миллионный долг, оставшийся у него после съёмок нео-нуара «Страх „Икс“». Режиссёра с его супругой и новорожденной дочерью обеспечивали родители — Андерс Рефн и Вибека Виндинг. В ожидании согласия кинокомпаний профинансировать «Дилера 3» Николас Виндинг обыскивал укромные места своего дома в поисках завалявшейся иностранной валюты, которую можно было поменять на датские кроны.
Сюжет заключительного фильма постановщик снабдил крайней жестокостью и чёрным юмором, оставшись при этом верным ключевой идее всей трилогии — главный герой каждой части исчезает до того, как его судьба проясняется. Центральным персонажем «Дилера 3» стал сербский наркодилер Мило — образ, сравниваемый то с клоуном Красти, то со злодеями из фильмов про Джеймса Бонда. К исполнению роли вернулся Златко Бурич — актёр, высоко ценимый Николасом Виндингом Рефном. По словам режиссёра, Златко подвластен широкий спектр эмоций и он может изобразить на экране «всё что угодно».
Картина была достаточно холодно принята на родине режиссёра — в ней было изображено слишком много недолюбливаемых датчанами иммигрантов: сербов, албанцев, поляков и других. Примечательно, что датский язык звучит лишь в ≈ 20 % «Дилера 3», остальная часть хронометража демонстриует языковую многокрасочность: сербо-хорватский, турецкий, албанский, польский, арабский, македонский, русский и английский языки. Считая третий фильм цикла самым лучшим, постановщик какое-то время серьёзно рассматривал возможность съёмок «Дилера 4» с Мухаммедом в качестве ведущего персонажа, но исполнитель этой роли, Ильяс Аджак, был приговорён к 7-летнему тюремному заключению.
Несмотря на сдержанный приём в Дании, доход от ленты на мировом кинорынке позволил Рефну, наконец, погасить задолженность и заняться новыми проектами. В поздних интервью он решительно отказывался от идеи возвращения к героям трилогии «Дилер». Огорчённый, по собственному выражению, «расизмом датского правительства», Николас Виндинг поклялся больше никогда не снимать кино в Дании.

## Критика
Заключительная часть трилогии оценивалась как не высококачественная, но вполне достойная постановка. Обозреватель газеты The Guardian заметил, что стильная и невероятно правдоподобная картина о жизни героев дна потрясает — но не новизной: самоуверенный мафиози уже известен зрителю по «Славным парням» Мартина Скорсезе, а уборщик трупов («чистильщик») хорошо знаком из «Криминального чтива» Квентина Тарантино. Рецензент киножурнала Empire провёл аналогию с творчеством Абеля Феррары, назвав фильм Рефна таким же грязным и кровавым, и даже более циничным. Автор корпорации BBC подчеркнул, что «Дилер 3», по большей части, впечатляет за счёт фокусирования на личности героя, равно как и на кровавой бойне. Корреспондент положительно отозвался об игре Златко Бурича, изображающего человеческие недостатки с большим апломбом.